# Pivovar Vyškov
Vyškovský pivovar byl pivovar v okresním městě Vyškov založený roku 1680, který ukončil výrobu v květnu 2017.

## Historie

### Pivovarnictví ve Vyškově před rokem 1680

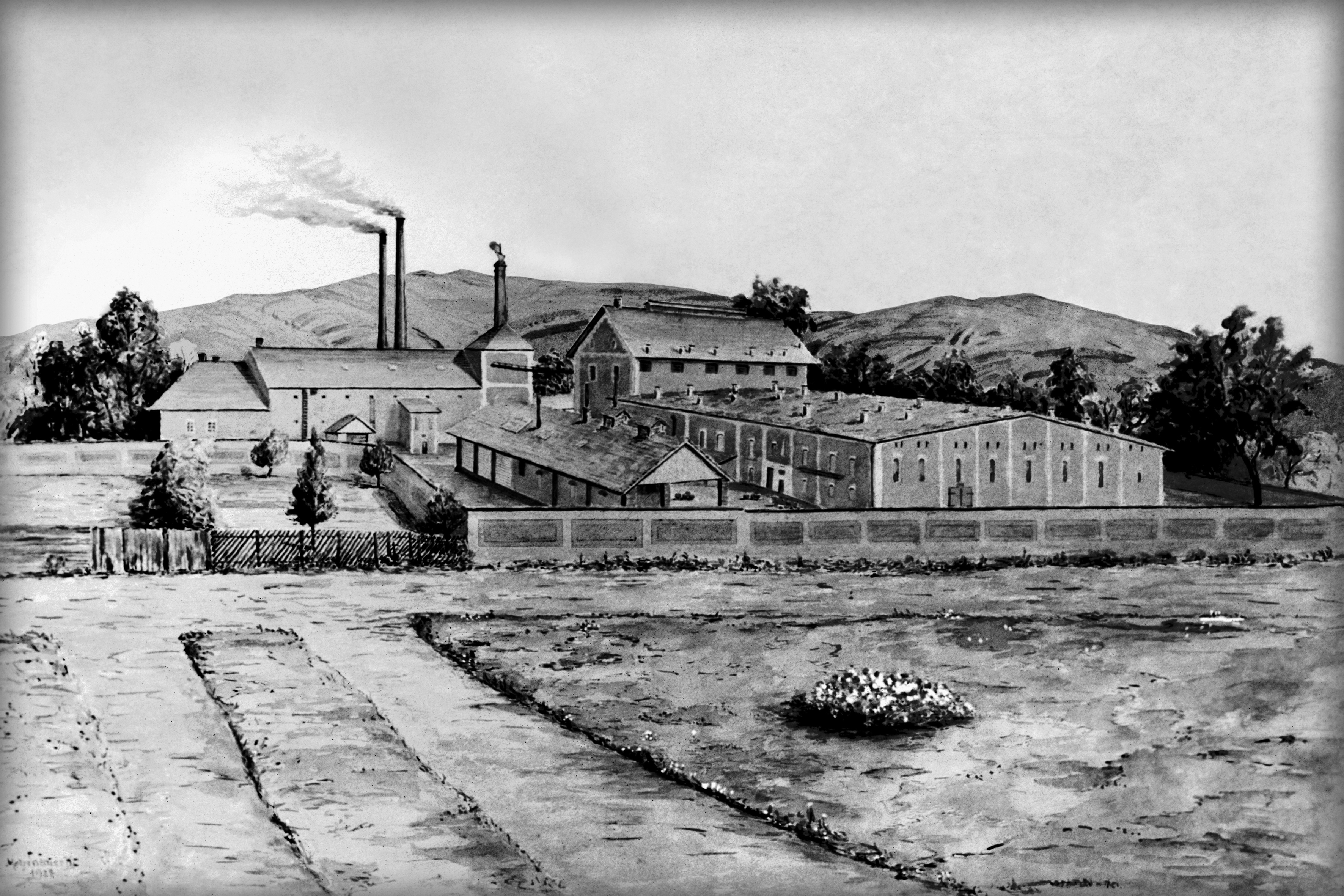
Malba pivovaru 1911

Začátky vaření piva ve Vyškově lze odhadovat již na počátek 15. století, kdy biskup Tas z Boskovic obnovil roku 1460 vyškovským měšťanům právo várečné, o které přišli v době husitských válek. V té době se pivo vařilo i na vyškovském zámku, což potvrzuje i záznam v soupisu biskupských statků s poznámkou o povinnosti všech měšťanů dodávat do zámku dělníky pro manipulaci s pivem, tzv. ližníky.
Roku 1498 potvrdil právo vařiční se všemi jeho privilegiemi měšťanstvu vyškovskému biskup Stanislav Turzo i s tzv. mílovým právem. To znamenalo, že míli od města nesměl nikdo vařit ani čepovat pivo.
K velké změně došlo roku 1588, kdy biskup Stanislav Pavlovský rozšířil již platné vařiční právo pro město Vyškov a vaření piva se rozšířilo na další dvě místa.
Vařilo se tedy:
- pivo měšťanské – vařené měšťany po jednotlivých domech,ale na přelomu 16. a 17. století bylo od tohoto vaření piva po domech upuštěno a měšťané začali vařit pivo v obecním pivovaru.
- pivo obecní – vařené na radnici pro potřeby města. Bylo vařeno nepravidelně z důvodu nedostatku peněz u poddaných, později v něm vařili pivo i měšťané. Při obsazení Vyškova švédským vojskem v r. 1643 byl obecní pivovar zcela zničen. Protože v minulosti býval významným zdrojem městských příjmů, byl ve druhé polovině 17. století obnoven. Z příjmů pivovaru se udržovaly dva kostely – farní a dominikánský, obecní nemocnice, opravovaly se hradby a také se splácely obecní dluhy. V okolí Vyškova se v minulosti pěstoval i chmel, protože dle dochovaných záznamů jsou v letech 1659–1660 uváděny výdaje města na obecní chmelnici. Obecní pivovar ukončil svoji činnost v roce 1873.
- pivo arcibiskupské – vařené na zámku pro potřeby vrchnosti a hejtmanství.[3][4]

### Založení arcibiskupského pivovaru roku 1680

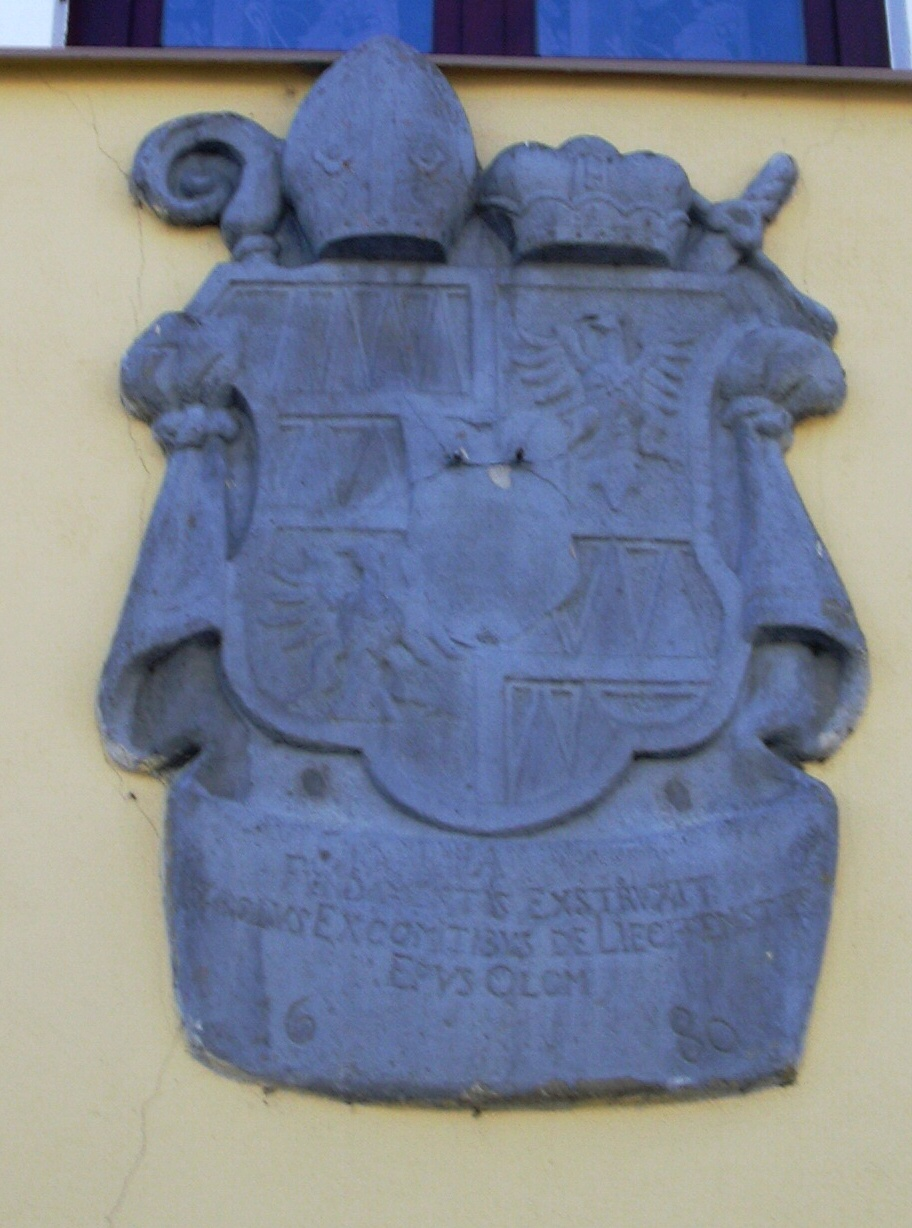
kamenný znak

V roce 1677 vyhořelo pět hrnčířských domků na Hrnčířském rynku a biskup Karel z Lichtenštejnu vydal nařízení o vystěhování hrnčířů z tohoto místa na opačnou stranu města a na takto uvolněném místě v sousedství zámku a zámeckých zahrad dal vystavět nový biskupský pivovar.
Zápis o tomto rozhodnutí v archívních knihách zní takto:
 Přijdouce pak v roce 1677 tyto domy skrze oheň na ruiny a jsouce potom pusty,
 toto místo k ruce knížecí milosti biskupa Karla z Lichtenštejna slavné paměti
 zaprodáno a pro vystavění pivovaru puštěno jest …

Dodnes je na pivovaru v jeho čelní zdi vsazen kamenný znak biskupa Karla z Lichtenštejnu, na němž je český nápis:
Ze základů vybudoval Karel hrabě z Lichtenštejna, biskup Olomoucký 1680.

Rok 1680 lze tedy považovat za začátek historie současného pivovaru s první várkou bílého pšeničného piva.

### Pod správou církve (1680–1803)
Téměř sto dvacet následujících let si správu pivovaru vedla vrchnost sama, jelikož pivovarnictví patřilo mezi nejvýnosnější odvětví biskupského podnikání. Z této doby zůstalo zachováno jen velice málo zpráv, z nichž nejzajímavější je žádost arcibiskupské správy o náhradu škody a exemplární potrestání sladovnického tovaryše, kterému jeho neopatrností shořelo 8 košů sladu.

### Pronajmutí pivovaru (1803–1812)
Přechodná klesající výnosnost vedla arcibiskupství k rozhodnutí ustoupit od přímého řízení a správy některých odvětví a tak byl v letech 1803–1812 pivovar poprvé v historii pronajat, a to sládkovi Františku Čápovi za cenu 500 zlatých ročně. V této době jsou vedeni jako zaměstnanci kromě již uvedeného sládka ještě jeden pivovarník, jeden bednář, jeden vrchní pivovarský sluha, dva sluhové a tři pomocníci. Po úmrtí sládka a nájemce Františka Čápa je pivovar opět pod správou arcibiskupství.

### Nájemci v rozmezí (1812–1867)
V polovině 19. století bylo zrušeno tzv. Propinační právo, které znemožňovalo zakládání nových pivovarů a nastal jejich prudký růst. Vyškovský arcibiskupský pivovar přestal vynášet očekávané zisky a tak roku 1855 byl pivovar opětovně pronajat. Nájemcem se stal pan Anton Hauer za 3.800 zlatých s podmínkou odběru pustiměřského chmele a placení části nákladů na ubytování vojska. Roku 1862 povoluje arcibiskupství nájemci zřízení šenku v prostorách samotného pivovaru, aby bylo docíleno vyšší kvality a odbytu piva při stále platícím zákazu čepování piva z cizích pivovarů ve městě a blízkém okolí.
Z roku 1856 pochází záznam, na němž jsou uvedeny roční požitky pana Františka Bábka, pivovarského bednáře, odcházejícího do řádné penze. Ty činily 29 zlatých 52 krejcarů, čtyři sudy piva, 30 kg másla, 28 q obilí, 5 q luštěnin a 4 m dřeva k topení.
Po smrti Antona Hauera roku 1867 se novými nájemci stali pánové Gabriel Milchespeiser a Eduard Katscher, kteří měli navíc ještě v nájmu sladovny ve Vyškově, Rousínově, Pozořicích, Ivanovicích a Mořicích. Dle smlouvy platila tato firma za pivovar ročně 8.000 zlatých pachtovného.

### Požár pivovaru 1873
V dubnu 1873 vypukl v pivovaru velký požár, který zničil téměř vše. Rozpočet na opětovné uvedení do provozu činí 30.000 zlatých. Arcibiskupství se zavazuje financovat opravy a zároveň zásadně modernizovat celou výrobu, což trvá téměř 10 let.

### Nájemci v rozmezí (1891–1912)
V roce 1891 si pivovar pronajímá veřejná obchodní společnost Jung a spol., kterou tvoří čtyři společníci, z nichž nejznámější je politicky činný Arnold Janda, poslanec Zemského sněmu za okresy Vyškov a Ždánice. Nájemné bylo domluveno na 6 500 zlatých ročně, ale do úschovy muselo být deponováno 22 000 zlatých jako protihodnota převzatého majetku a zařízení. Josef Jung, po němž je firma pojmenována, je současně také nájemcem pivovaru v Hukvaldech.
Pro pivovar nastává období budování a modernizace – jsou vystavěny kanceláře, byty nájemců, kotelny, stáje, je zahájena modernizace strojního zařízení, oprava sklepů a také oprava dřevěného vodovodu z Drnovic z pramene Ovčačka.
Na přelomu let 1905 a 1906 je vyráběno také 15° pivo Porter a 12° pivo poprvé dostává označení Březňák.
V roce 1912 se začíná poprvé v historii pivovaru vařit tmavé pivo, a to o síle 12°.

### První světová válka
Poměrně těžká léta zažíval pivovar během První světové války. Její počátek chod pivovaru zásadně neovlivnil, zatímco druhá polovina měla neblahý vliv na fungování pivovaru a zejména na kvalitu výroby. Z pivovaru byla odkomandována většina tažných koní pro válečné účely, byla zrekvírována řada kovových výrobních zařízení, počet zaměstnanců klesl na minimum. K výrobě piva se používalo náhražek, např. cukru, rýže nebo čiroku. Původní desítka a dvanáctka se přestala vařit a místo nich se vařilo pouze 5° a 6° pivo.
Měsíční dělnická mzda v této době činila 70 korun a 3 litry piva. Na Vánoce byl vyplácen jednorázový příplatek 20 korun a příspěvek na koupi mouky.

### Požár pivovaru 1917

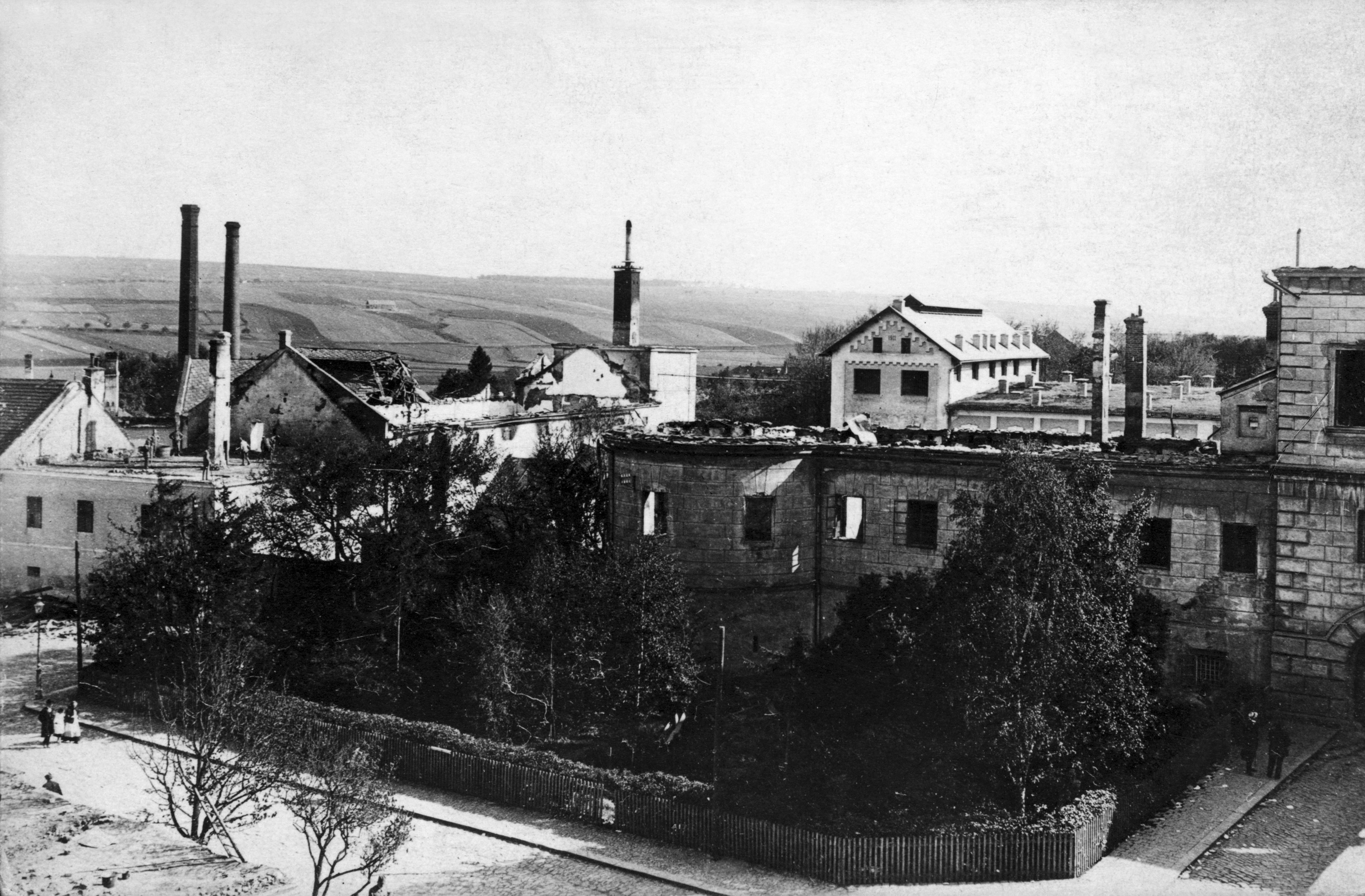
Po požáru roku 1917

Další rána přišla následovně v roce 1917, kdy byla velkým požárem zničena nemalá část Vyškova a pivovar téměř kompletně vyhořel. Náklady na jeho znovuzprovoznění činily tehdejších 194.300 korun. K právům a povinnostem nájemce mimo jiných patří i právo pobírání vody z měšťanského vodovodu a naopak povinnost veškeré pivo potřebné pro personál farního úřadu vyškovského dodávati každoročně zdarma. Následující rok je poslední, kdy jsou veškeré účetní knihy a korespondence vedena v německém jazyce.

### Období mezi válkami

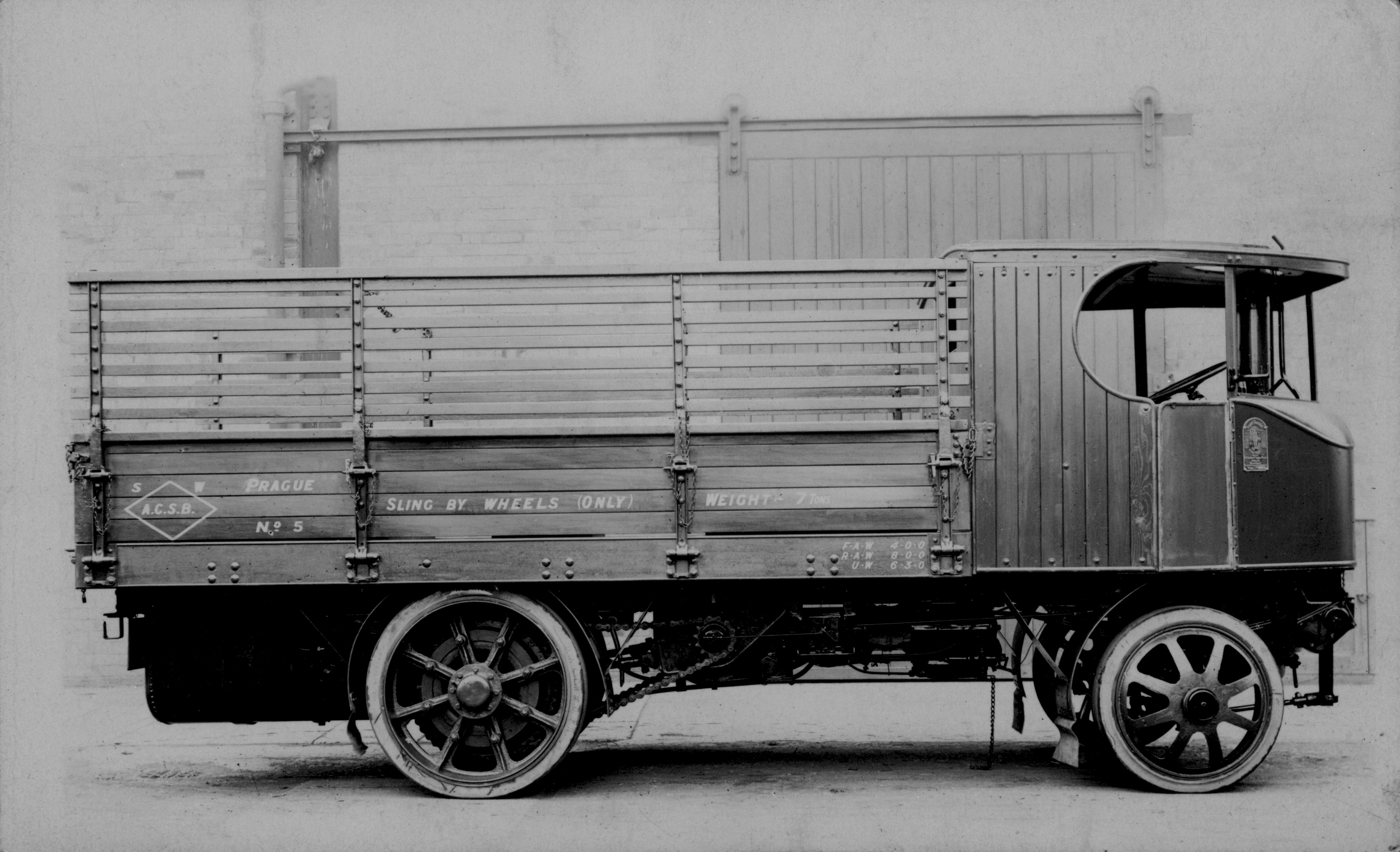
Parní Sentinel zakoupený roku 1924

V roce 1920 umírá společník Arnold Janda a jeho místo zaujal syn Arnold Janda ml., s jehož nástupem začíná nová fáze modernizace pivovaru. Od roku 1926 nese nájemní společnost nový název „Janda, Dvorský a spol.“, pachtovní smlouva je prodloužena za nájemné 80 000 Kčs ročně.
V roce 1927 byla zásadním způsobem zmodernizována stáčírna lahví a byla vybavena poloautomatickou plničkou, následovně byl pořízen automobil, parní Sentinel (první v Československu) zakoupený v Anglii krátce po 1. světové válce pro vyškovský pivovar. Obyvatelé regionu si stěžovali na úřadech na velkou spotřebu vody (450 l na 100 km), kterou Sentinel odebíral z místních zdrojů, což bylo proti	tehdejším předpisům. I z důvodu velké váhy byl prodán do Prostějova, protože většina místních mostků nevydržela jeho váhu.
Pokračující léta do počátku 2. světové války neprobíhala nikterak uspokojivě. Rostla nezaměstnanost, klesaly výdělky, prohlubovala se hospodářská krize, jejíž důsledky se projevily i na odbytu piva. Nájemce vyrovnal zčásti tento úbytek získáním třiceti nových odbytových míst v Brně, ale na úkor enormních finančních nákladů, investovaných do získaných pohostinství.
V roce 1937 zemřel společník Arnold Dvorský a právo k zastupování společnosti získává výhradně pan Arnold Janda. Pod jeho vedením dochází opětovně k modernizaci pivovaru, např. zavedením nových tanků, chladicích kompresorů, vybavením nové laboratoře, stavbou garáží a mnoho dalších.

### Druhá světová válka
Zřízením protektorátu v roce 1939 došlo k zásahu do řad zaměstnanců, jejich převážná většina byla určena na práce v nových vojenských objektech, část byla poslána do Německa a byla zabavena nákladní auta pro potřeby armády. V této době začala rapidně klesat kvalita i stupňovitost piva, která se v roce 1944 zastavila dokonce na 3,7°. Odbyt lahvového činil 25 %, zbytek tvořilo pivo sudové.
Nařízením ministerstva hospodářství a práce ze dne 24. listopadu 1943 měl být pivovar ke konci roku definitivně odstaven a ukončena jeho dlouholetá historie. Nařízení bylo však 30. prosince 1943, zrušeno na základě intervence německého důstojníka Dr. Karla Landsmanna, který získal část podílu na pivovaru od své tchyně, vdovy Marie Dworské a část od drobných českých podílníků, kteří mu byli nuceni své části odprodat. Druhá půle zůstává Arnoldu Jandovi, ale název společnosti se mění od roku 1944 na „Dr. Landsmann a Janda“.
Při přechodu fronty koncem dubna 1945 vyšel pivovar z bojů, které se vedly v centru Vyškova, těžce poškozen. Nastala naprosto zoufalá situace hrozící koncem pivovaru, jelikož své vykonal požár, ruští vojáci zabavili veškerý dobytek, koně i s povozy a s veškerými zásobami. Následně pivovar přebírá Antonín Kunc pod dočasnou národní správu na základě konfiskace poloviny majetku po Němci Dr. Landsmannovi. Má za úkol spolu s pomocí sládka J. Leideho provést pokus o obnovu provozu pivovaru, což se za značného úsilí pracovního a zejména vyjednávacího podařilo.
Dne 13. června1945 byla na provizorní varně bez střechy pod širým nebem uvařena první poválečná várka světlého piva.

### Doba poválečná do současnosti

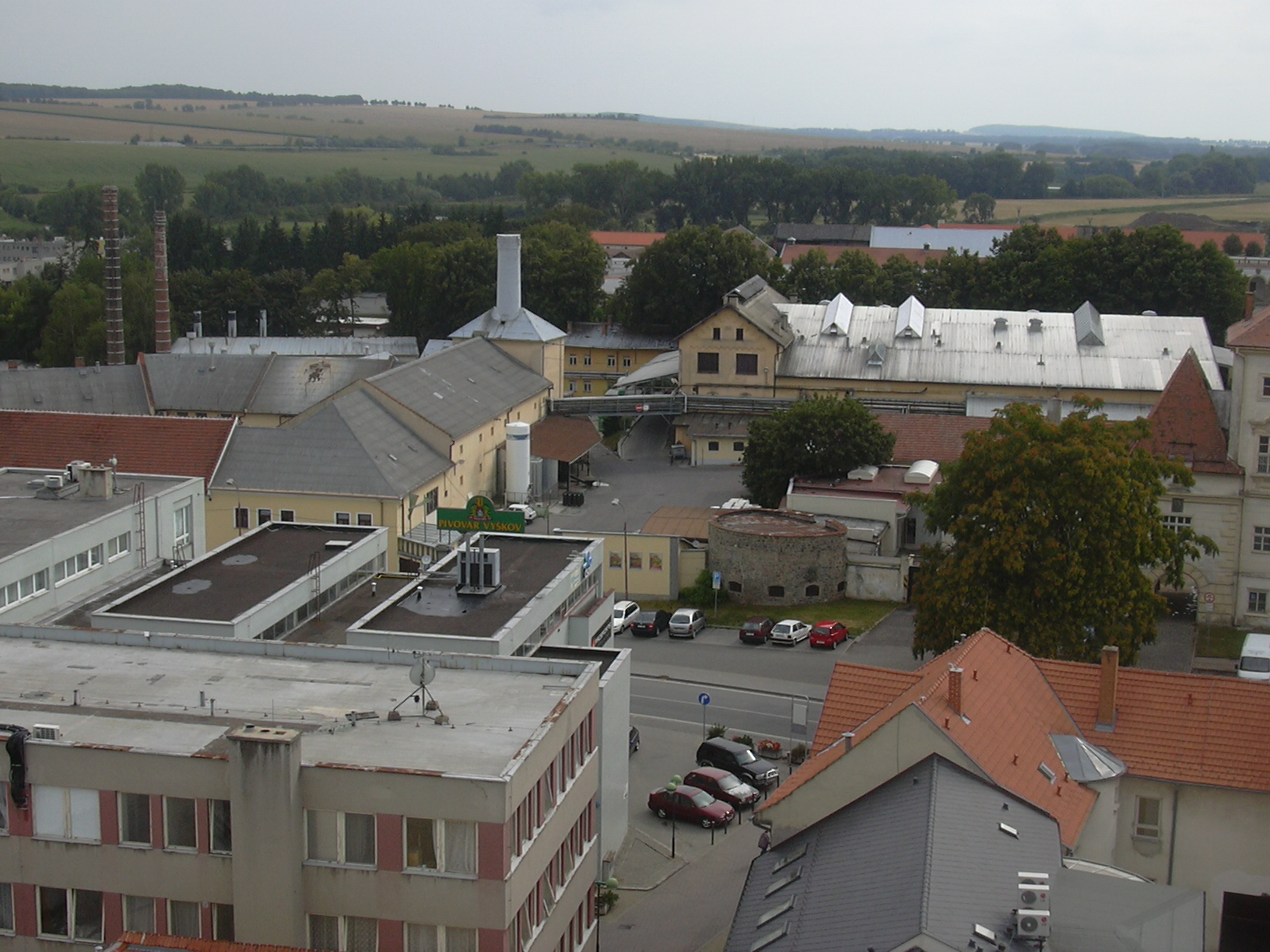
Pohled na areál pivovaru z radnice

To, že se podařilo rozjet provizorní výrobu, bylo základem rozhodnutí o obnově pivovaru. V následujících třech letech bylo proinvestováno jen do technologií více než 1 200 000 Kčs, do budov 1 100 000 Kčs. Jediné, co se nepovedlo je, že nebyla obnovena činnost sladovny.
20. června 1945 je ustanoven do funkce národního správce František Tománek a následující roky se vyznačují jak budováním, tak i jednáním o konfiskátu polovičního podílu na majetku firmy po Dr. Landsmannovi. Zájem o konfiskát mělo jednak město Vyškov, arcibiskupství Olomoucké, Arnold Janda a nakonec i samotní zaměstnanci. Celou záležitost vyřešil svérázným způsobem únor 1948. Pivovar byl rozhodnutím ministerstva výživy z 1. března 1948 znárodněn a zařazen do společnosti Středomoravské pivovary n.p. se sídlem v Brně, ředitelem byl jmenován předchozí národní správce František Tománek. Rajonizace, provedená vedením Středomoravských pivovarů v roce 1949 zbavila pivovar možnosti zavážet pivo na doposud tradiční odběrní místa např. v Brně a striktně vymezila působnost pivovaru až do roku 1958, kdy se započalo s dodávkami na Slovensko.
Padesátá léta byla poměrně klidná bez zásadních investic, jen s drobnou údržbou a opravami strojního zařízení. Pivovar se potýkal pouze s problémem vysílání pracovníků na dlouhodobé brigády do dolů, na ošetřování chmelnic, sběr brambor a cukrové řepy a přitom měl sám problémy s nedostatkem pracovníků pro zajištění výroby a rozvozu. V roce 1952 bylo nařízeno postavit dokrmnu skotu pro zlepšení zásobení obyvatelstva a tato musela vyprodukovat ročně 34 ks jatečného dobytka.
V roce 1953 nastupuje do funkce ředitele sládek J. Leide a v roce 1959 je nahrazen Hynkem Brablíkem. Sládkem je v této době Miroslav Kolda, který se později v roce 1971 stává ředitelem. V roce 1957 je vedeno pracovníky ředitelství podniku a místních vedoucích orgánů jednání o budoucnosti pivovaru, který je následovně zařazen do kategorie III. To fakticky znamenalo, že byl zařazen mezi podniky na dožití bez jakýchkoliv investic a s jeho uzavřením se počítalo někdy kolem roku 1970. Mnohem větší šance se dávaly sodovkárně, která byla k pivovaru přičleněna v roce 1961 a u níž se naopak plánovaly investice poměrně velkorysé. V roce 1958 dochází opět k posunu v kvalitě vařeného piva, 7° pivo je nahrazeno 10° a po dlouhé době se začíná vařit 12° pivo světlé. Výměrem ministerstva potravinářského průmyslu ze dne 8. června 1960 dochází ke změně názvu pivovaru a k jeho zařazení do společnosti Jihomoravské pivovary, národní podnik Brno.
Neustále rostoucí spotřeba piva a rozvíjející se aglomerace Brna, kam mohl pivovar od roku 1966 opětovně dodávat, však celou situaci obrátila a díky každoročnímu růstu odbytu bylo rozhodnuto o rekonstrukci pivovaru. Došlo např. k výměně dřevěných kádí ve spilce za železné, rekonstrukci stáčíren a sklepů v celkové částce 15 mil. Kčs, rozložených postupně až do roku 1980.
V roce 1968 přichází do pivovaru Josef Veselý, který se v roce 1971 stává sládkem a je jím až do roku 2004. 16. ledna 1994 byla založena akciová společnost Jihomoravské pivovary se sídlem v Brně, v níž byly vyčleněny všechny pivovary a sodovkárny bývalého podniku, kde nebyly jasné majetkové poměry, nebo již byly vedeny spory restituční a spory o určení majetku. Zřizovatelem bylo ministerstvo zemědělství a součástí se stal i pivovar Vyškov, neboť byl vznesen požadavek arcibiskupství Olomouckého o vrácení majetku, tj. budov a pozemků v areálu pivovaru do jejich vlastnictví. Po postupném řešení jednotlivých kauz zůstalo ve společnosti Jihomoravské pivovary pět provozů a v roce 2002 bylo sídlo společnosti převedeno do Vyškova.
K dnešnímu dni je pivovar vybaven moderní technologií a linkami na stáčení piva do lahví o obsahu 0,5 a 0,355 litru, sudů KEG o obsahu 20, 30 a 50 litrů. Na jaře roku 2017 zastavil pivovar výrobu.

## Autopark
Typy vozů v majetku pivovaru v celé jeho historii:

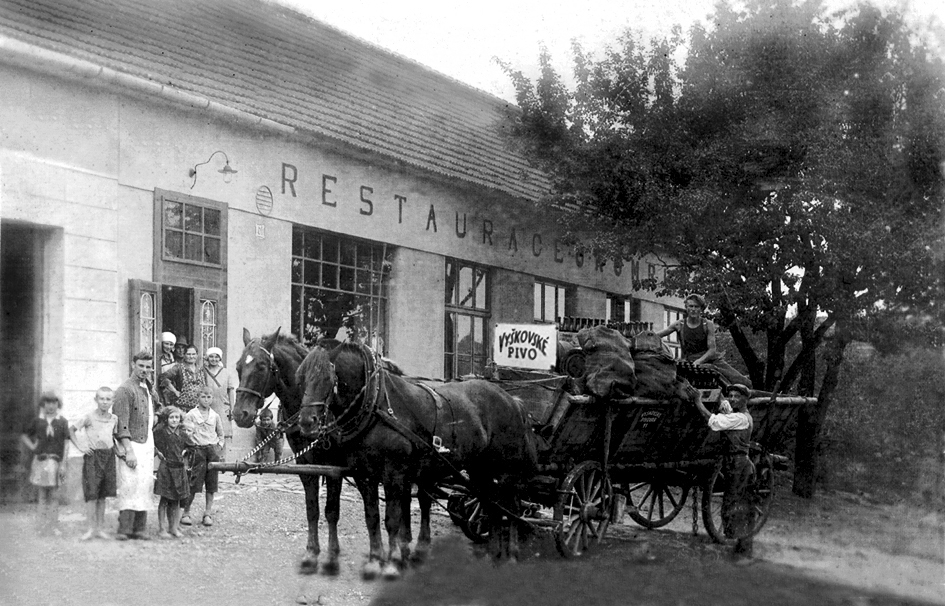
Koňský povoz do přelomu 20. století
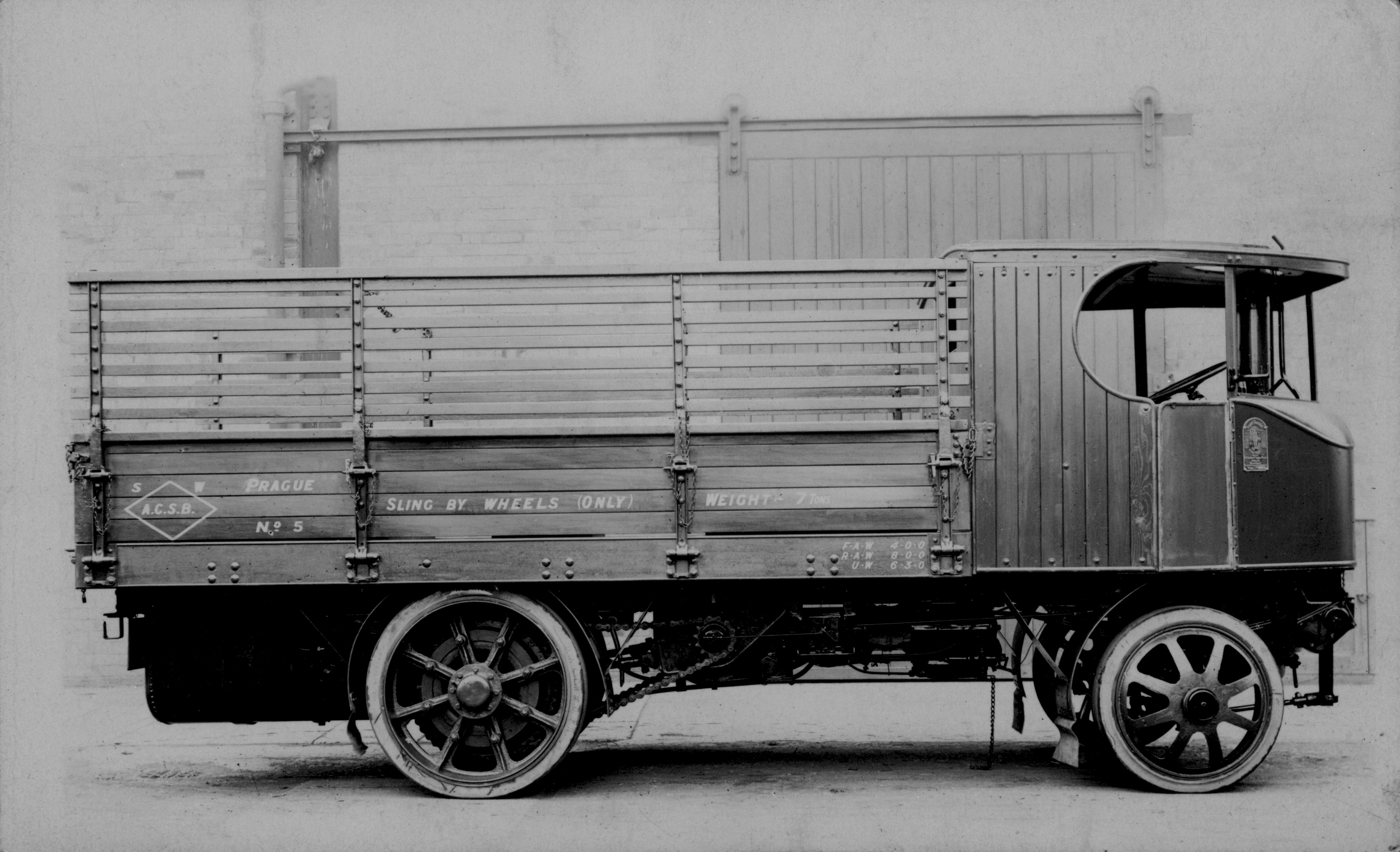
Parní Sentinel 1924
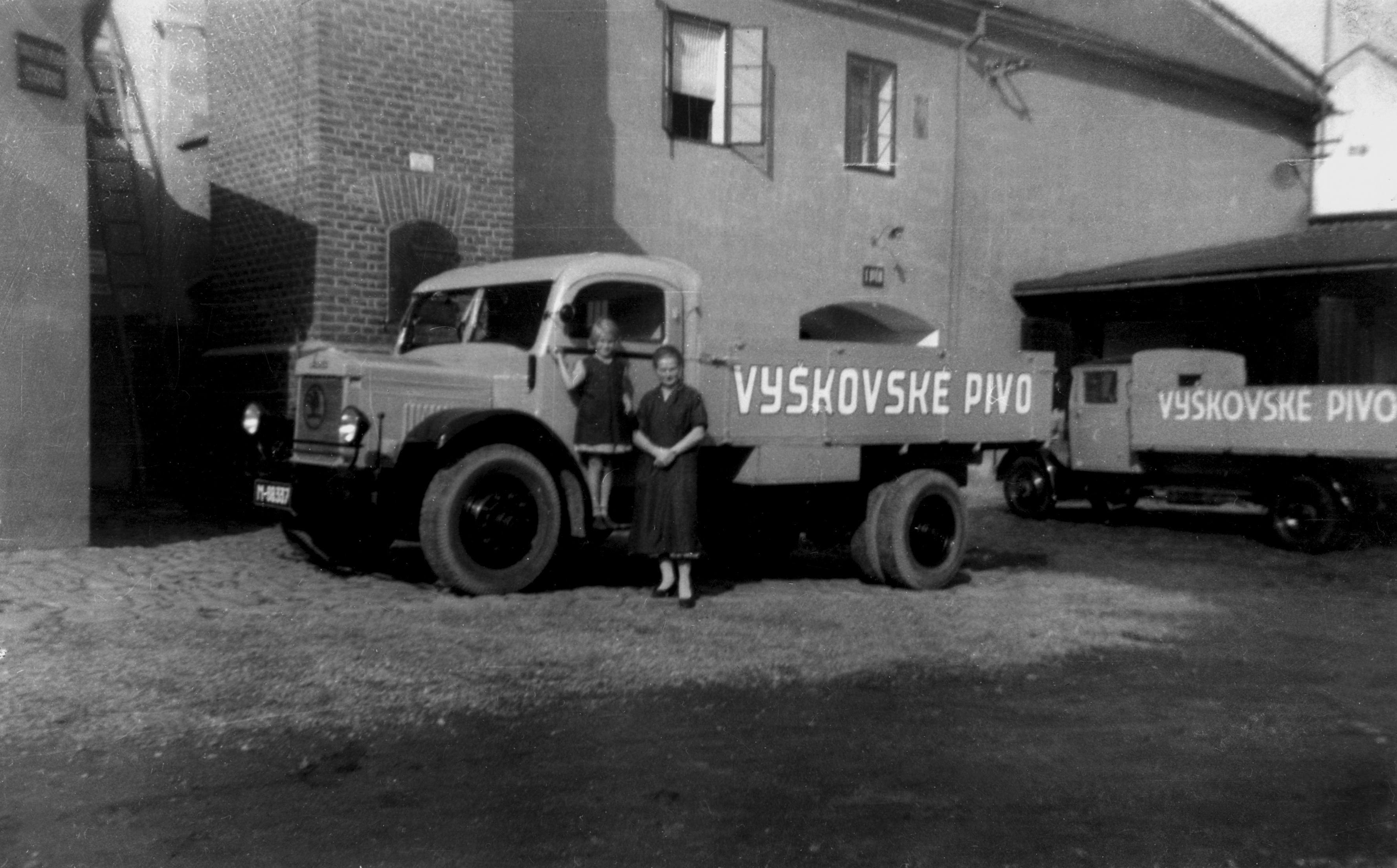
Nákladní automobil zn. Škoda 504 (1930)
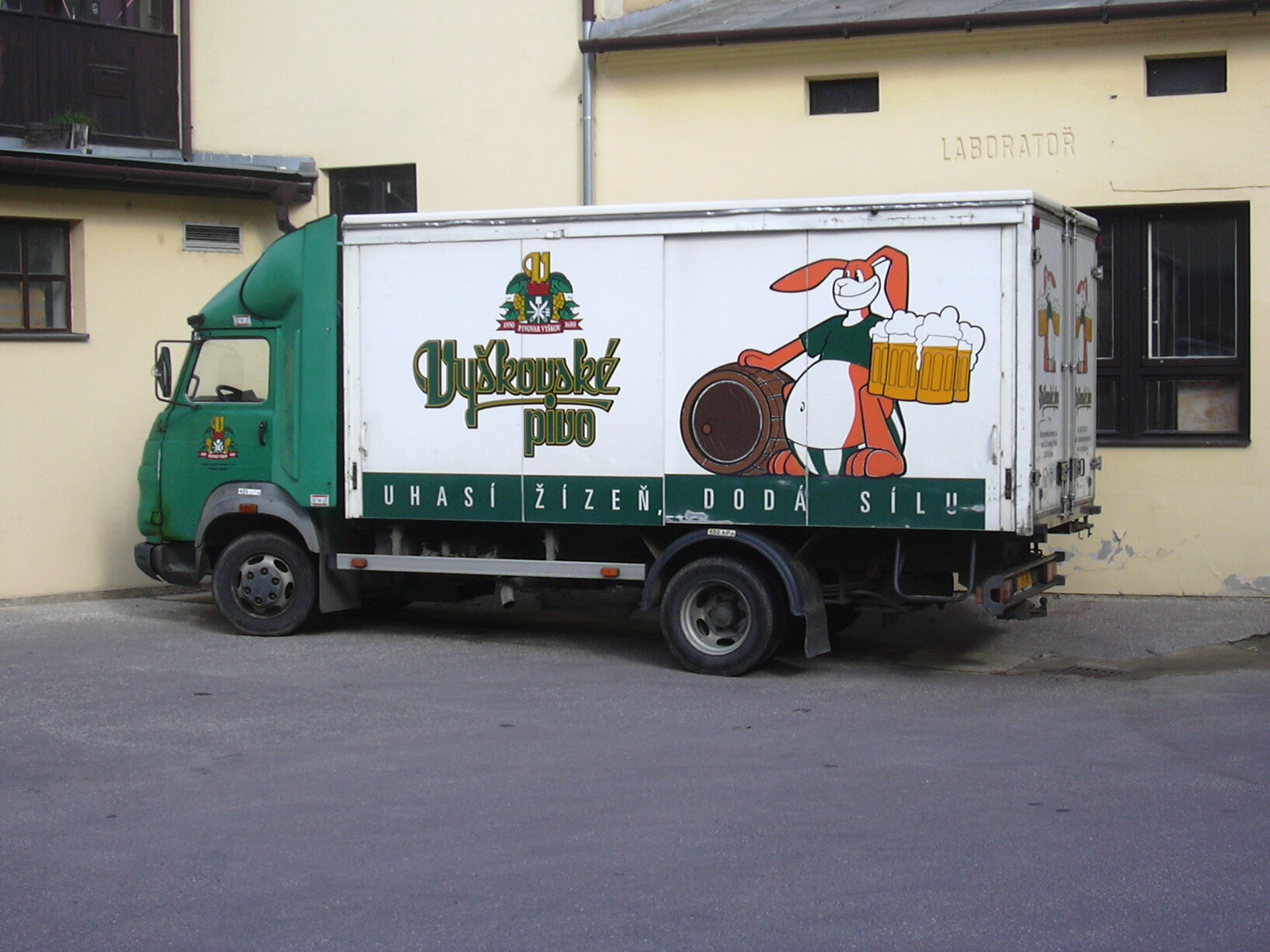
Nákladní automobil Avia (2007)

## Nájemci a majitelé pivovaru v jeho historii
- 1680 – 1803 církev prostřednictvím zámeckých hejtmanů
- 1803 – 1812 František Čáp za 500 zlatých ročně
- 1812 – 1855 církev prostřednictvím správců
- 1855 – 1867 Anton Hauer za 3800 zlatých ročně
- 1867 – 1892 Milchzpeiser a Katcher za 8000 zlatých ročně
- 1892 – 1926 Jung. a spol. za 6500 zlatých ročně
- 1926 – 1944 Arnold Janda mladší, Dvorský a spol. za 80000 Kč
- 1944 – 1945 Dr. Landsmann a Janda za 80000 Kč
- 1945 – 1948 národní správa
- 1948 – 1960 Středomoravské pivovary n.p.
- 1960 – 1994 Jihomoravské pivovary n.p. Brno
- 1994 – 2010 Jihomoravské pivovary a.s.
- 2010 – 2017 Czech Beverage Industry Company, a.s. - nájem

### Známí sládci v historii pivovaru
František Čáp, František Čáp ml., Anton Hauer, Antonín Klaus, Miroslav Kaufman, Josef Jung ml., Jan Šulc, Bedřich Kuběčka, Jaroslav Leide, Miroslav Kolda, Josef Veselý, Dušan Táborský, Ing. Jakub Hájek

## Produkce pivovaru

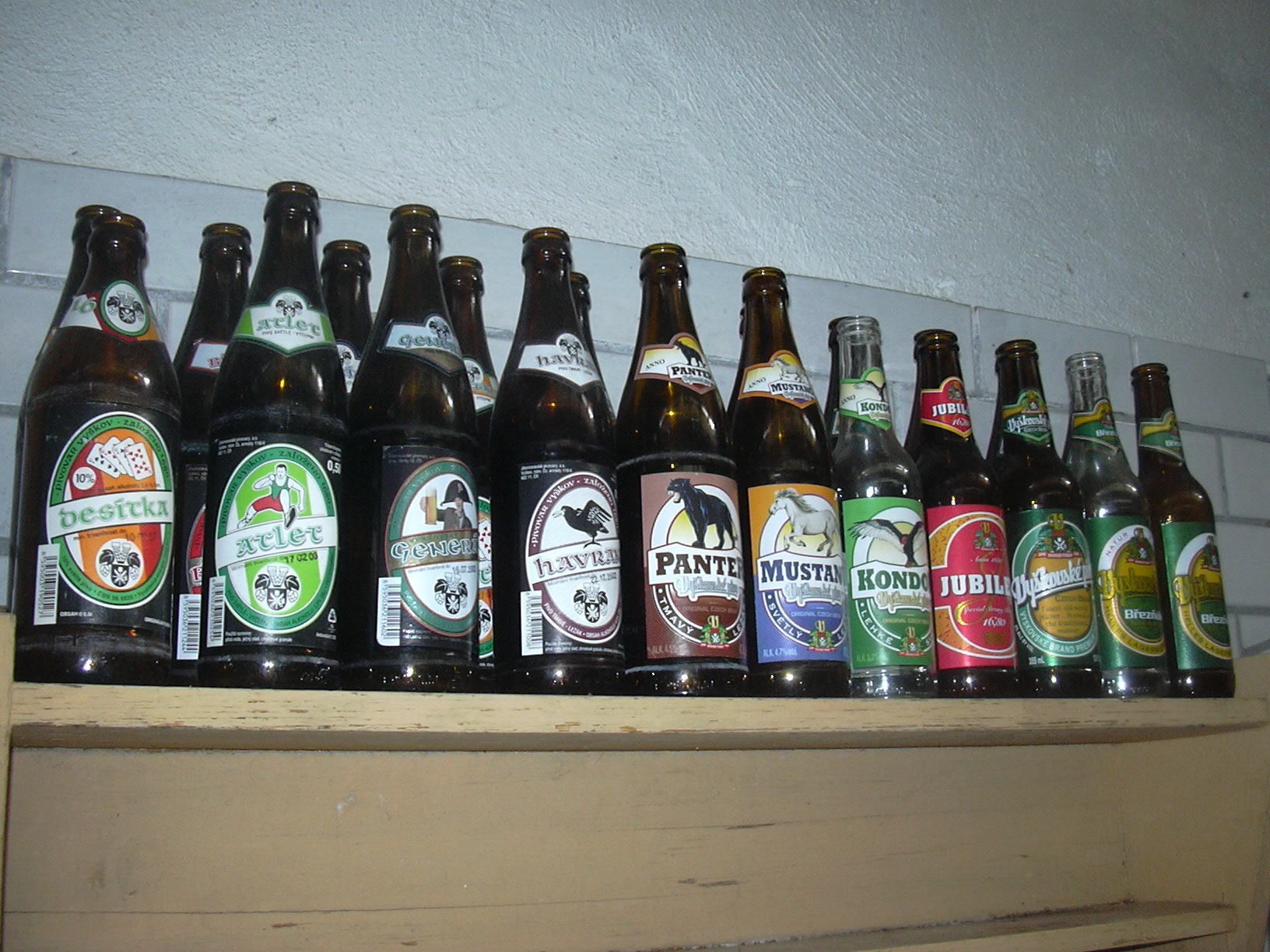
Sortiment pivovaru

- 1750 – pivovar uvařil toho roku celkem 3100 sudů piva (cca 6400 hl) a výnos činil 2083 zlatých.
- 1892 – hospodaření skončilo čistým ziskem 13 854 zlatých při odbytu piva ve výši 12 445 hl.
- 1914 – produkce pivovaru klesla na pouhých 5469 hl piva.
- 1948 – je produkce 35 693 hl a to v sortimentu tmavé pivo 3,7° a světlé 5° pivo, které je nahrazeno pivem 7°.
- 1997 – 71 442 hl
- 1998 – 74 227 hl
- 1999 – 76 093 hl
- 2000 – 78 234 hl
- 2001 – 76 000 hl a 73 000 hl limonád
- 2002 – 71 119 hl a 60 000 hl limonád
- 2003 – 68 849 hl
- 2004 – 59 056 hl z toho bylo vyvezeno 3 220 hl
- 2005 – je produkce 57 819 hl piva. Na tomto objemu se podílí osm druhů výrobků, které jsou z převážné části expedovány v okrese Vyškov a nejbližším okolí. V minulosti bylo možno ochutnat vyškovské pivo i ve Švédsku, Chorvatsku, Itálii.
- 2006 – pivovar Vyškov vyrábí 47 197 hl. piva. Na tomto oběmu se podílí 10 druhů piva, jež se expeduje převážně na Vyškovsku a okolí, ale také na Slovensko, do Maďarska, Německa, Švédska a Španělska. Od roku 2005 i do USA. Export činí téměř 15% celkové produkce. Černé pivo Havran získalo v Táboře cenu Zlatá pivní pečeť 2007.[10]
- 2007 – 39 983 hl

## Produkty pivovaru Vyškov

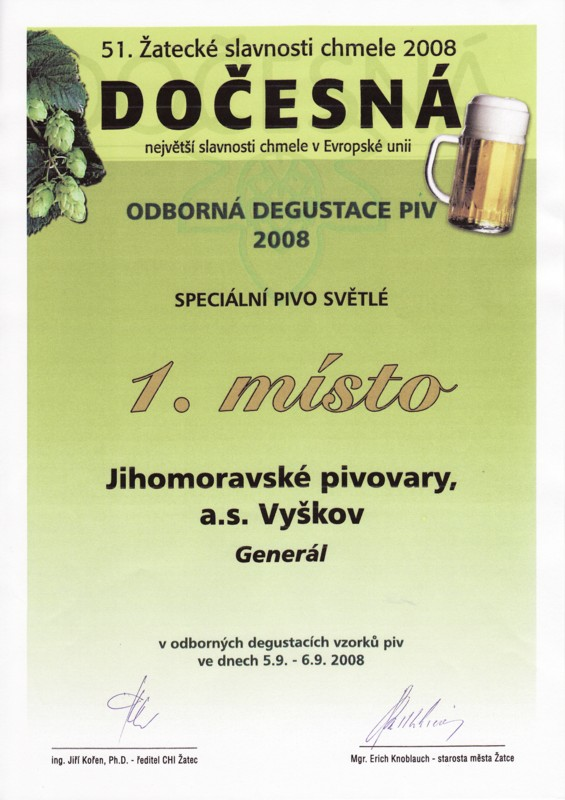
Dočesná Žatec 2008

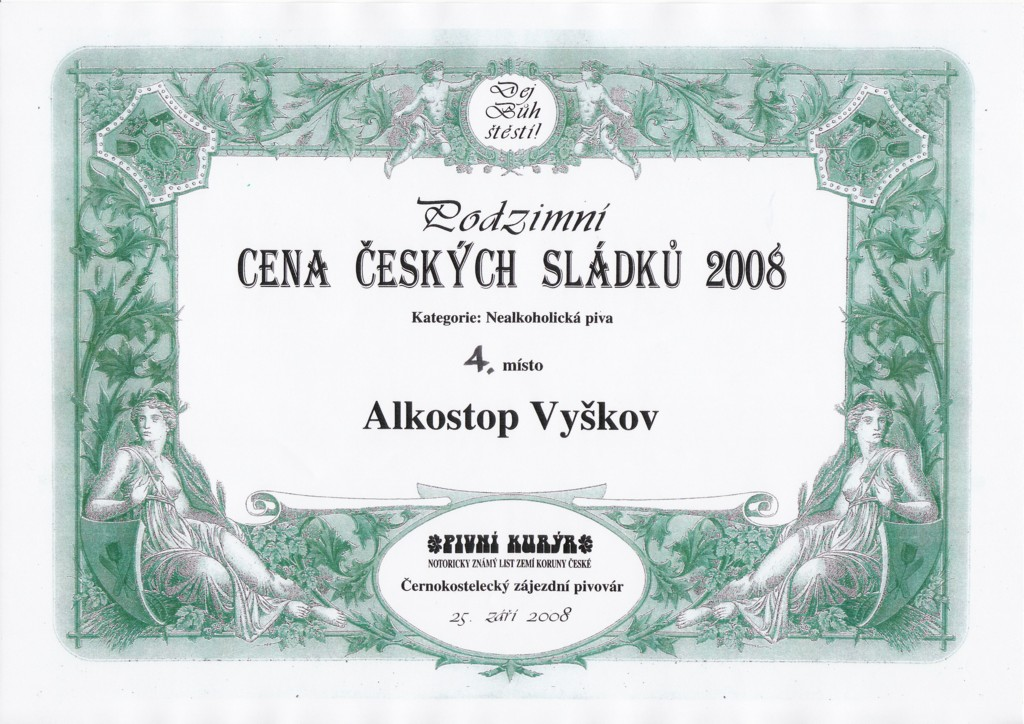
Cena českých sládků 2008

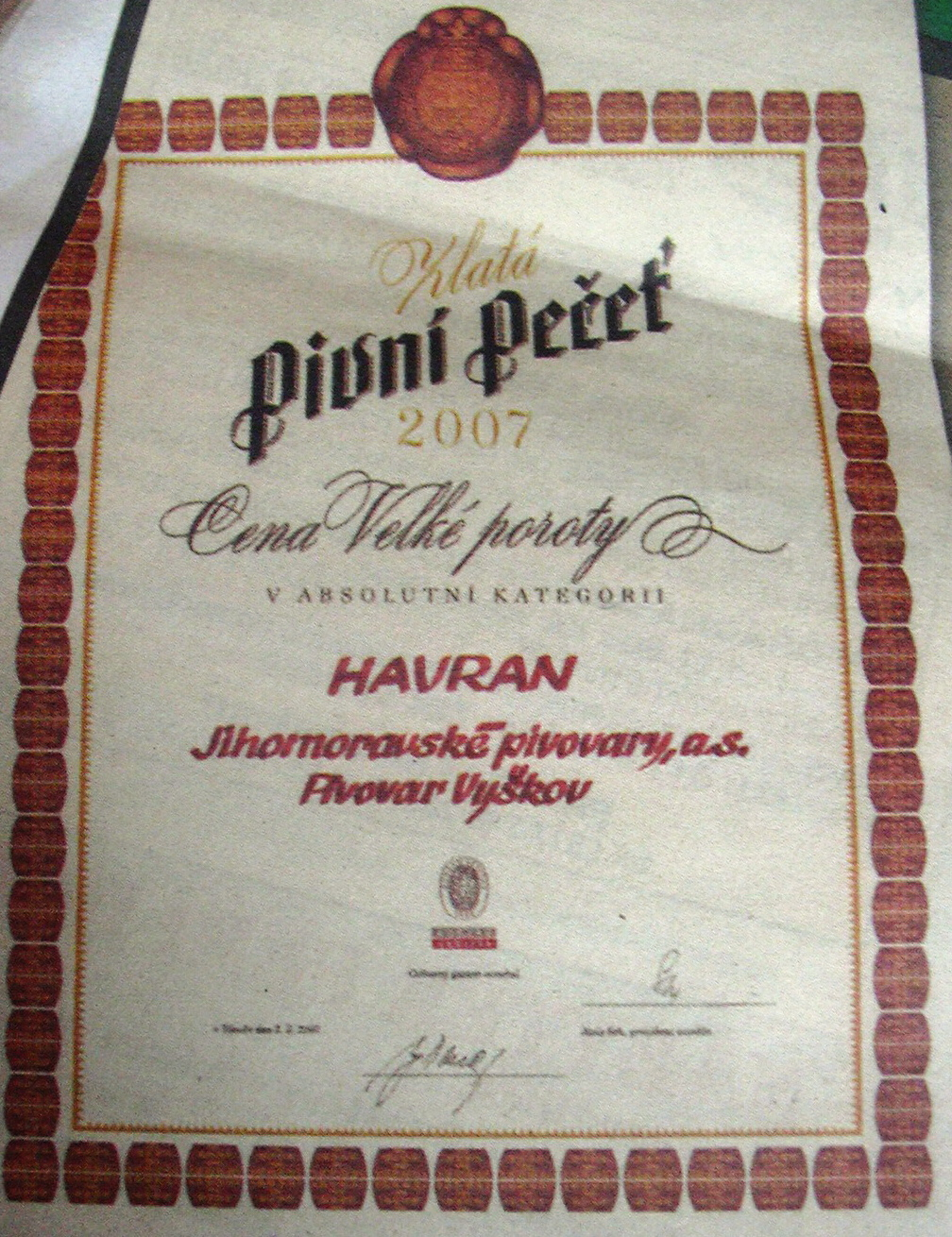
Zlatá pivní pečeť 2007

- Výčepní světlé pivo – Atlet, Desítka, Grunt výčepní
- Světlé pivo ležák – Džbán,Tunnel, Praguell, Hrčavský ležák, Grunt tradiční, Grunt prémiový
- Polotmavé pivo ležák – Řezák
- Tmavé pivo ležák – Tmavý džbán, Holy Cat, Hrčavský tmavý ležák
- Světlý ležák premium – Březňák, Holy Dog
- Světlé pivo speciál – Generál, Jubiler
- Exportní pivo pro americký trh
- Nealkoholické pivo – Alkostop  (2007)
- Speciální várky - India Pale Ale, American Black Ale, Altbier, Polaris Ale, Porter

## Zajímavosti
Veškeré pivní tácky pivovaru Vyškov